# Kermit Gosnell
Kermit Barron Gosnell (* 9. února 1941 Filadelfie, Pensylvánie) je americký lékař z Filadelfie odsouzený na doživotí. Provozoval vlastní potratovou kliniku, kde prokazatelně způsobil smrt tří živě narozených dětí. Při vyšetřování se zjistilo, že prováděl umělé potraty za 24. týdnem těhotenství (nejpozdější možná doba ve státu Pensylvánie). K těmto porušením zákona došlo ve stovkách případů. Živě narozeným dětem přestříhával páteř. Odsouzen byl také za smrt 41leté Kanmaraje Mongarové z Bhútánu, která zemřela na předávkování sedativy a anestetiky, když u ní prováděl potrat.
Gosnellovi hrozil trest smrti, ale výměnou za zřeknutí se odvolání po vynesení verdiktu dostal jen doživotí.